# Mejdi Traoui
Mejdi Traoui ou Majdi Traoui (arabe : مجدي تراوي), né le 13 décembre 1983 à Sousse, est un footballeur tunisien.

## Parcours

### Clubs
En 2003, il rejoint l'équipe de l'Étoile sportive du Sahel (ESS). Durant la saison 2007-2008, il est nommé capitaine de l'équipe.
À la fin de la saison 2007-2008, il annonce qu'il ne prolonge pas son contrat avec l'ESS et signe un contrat de trois ans avec l'équipe autrichienne du Red Bull Salzbourg dont le montant n'a pas été dévoilé. En manque de temps de jeu, il est prêté en janvier 2009 au club saoudien d'Al-Wehda pour une période de six mois.
Le 14 janvier 2010, il signe un contrat de deux ans et demi avec l'Espérance sportive de Tunis.

### Sélection nationale
Il honore sa première sélection nationale le 4 septembre 2004, lors d'un match contre le Maroc (1-1).
Le 23 janvier 2008, il marque un but depuis la ligne des 25 mètres.

## Palmarès

### Étoile sportive du Sahel
- Championnat de Tunisie (1) : 2007
- Coupe d'Afrique des vainqueurs de coupe de football (1) : 2003
- Coupe de la CAF (1) : 2006
- Ligue des champions de la CAF (1) : 2007
- Supercoupe d'Afrique (1) : 2008

### Red Bull Salzbourg
- Championnat d'Autriche (1) : 2009

### Espérance sportive de Tunis
- Championnat de Tunisie (4) : 2010, 2011, 2012, 2014
- Coupe de Tunisie (1) : 2011
- Ligue des champions de la CAF (1) : 2011

### Équipe nationale
- Championnat d'Afrique des nations (1) : 2011